# Conquête du Wu par le Jin
Batailles
Yiling/Xiaoting - Campagne contre le Wu - Campagne du Sud - Hefei (231) - Hefei (233) - Expéditions de Zhuge Liang - Hefei (234) - Shiting - Liaodong - Offensive du Wu - Xingshi - Koguryo - Gaoping - Expéditions de Jiang Wei (Didao) - Dongxing - Hefei (253) - Shouchun - Cao Mao - chute du Shu - Zhong Hui - Chute du Wu
La conquête du Wu par le Jin (chinois : 晋灭吴之战 ; pinyin : jìn miè wú zhī zhàn ; litt. « Guerre d'extermination des Wu par les Jin ») est une campagne lancée par la dynastie Jin contre le Royaume du Wu (ou Sun Wu) en 280 à la fin de l’ère des Trois Royaumes. La campagne se conclut par la chute du Wu et la réunification, bien que temporaire, de la Chine sous la dynastie Jin.

## Retour en arrière et contexte

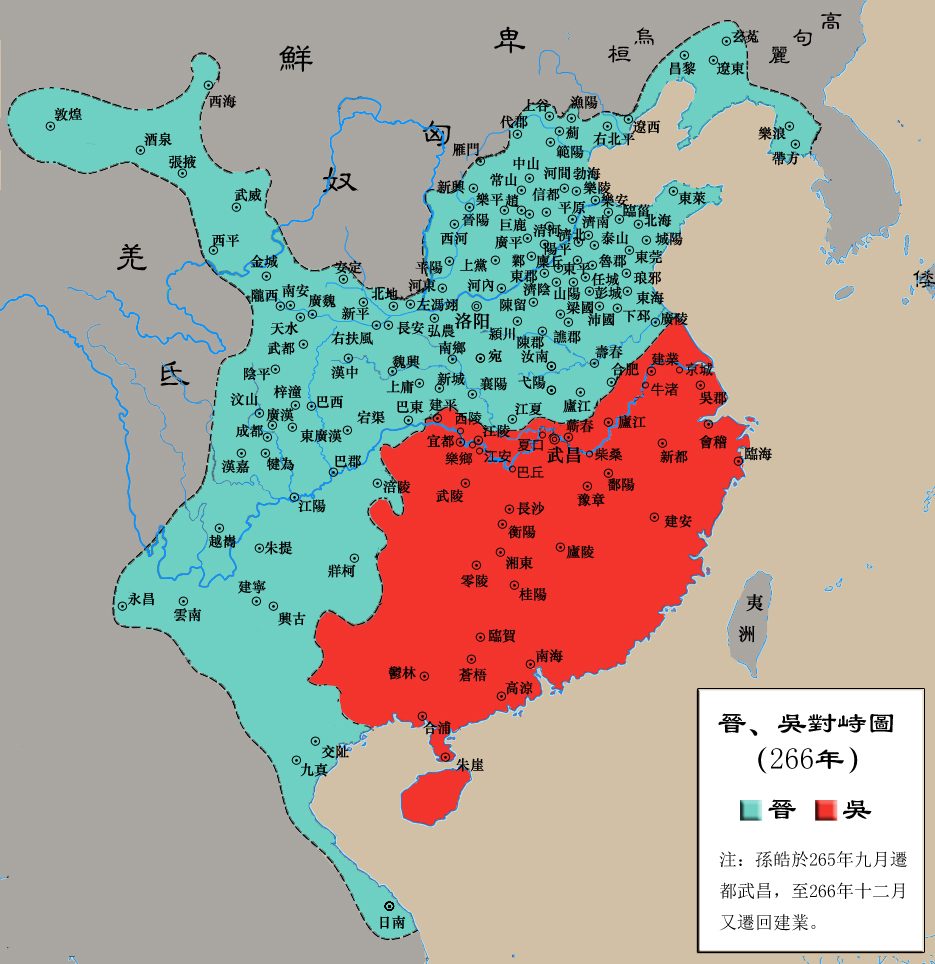
situation en 266, dynastie Jin en bleu clair, dynastie Wu en rouge.

En 262, le régent du Royaume du Wei ou Cao Wei, Sima Zhao planifia les conquêtes successives des états rivaux du Wei, Sun Wu et Shu Han. Ce dernier plus faible fut la première cible et fut conquis en 264. La conquête du Wu cependant fut retardée car la conquête du Shu épuisa les ressources du Wei. De plus le Wei devait se doter d'une marine adéquate pour se confronter aux forces navales du Wu, qui excellait en la matière. En 265, le régent Sima Zhao, mourut et son fils Yan lui succéda. Contrairement à son grand père Sima Yi ou son père Sima Zhao qui ne saisirent jamais le pouvoir, Sima Yan compris que le pouvoir était entre ses mains et que l’abdication de Cao Huan, l'empereur du Wei ne serait qu'une formalité. C'est ce qu'il fit et il se proclama Empereur de la Dynastie Jin, le Wei disparut au profit du Jin et le Wu devint le seul des trois Royaumes à avoir survécu. 

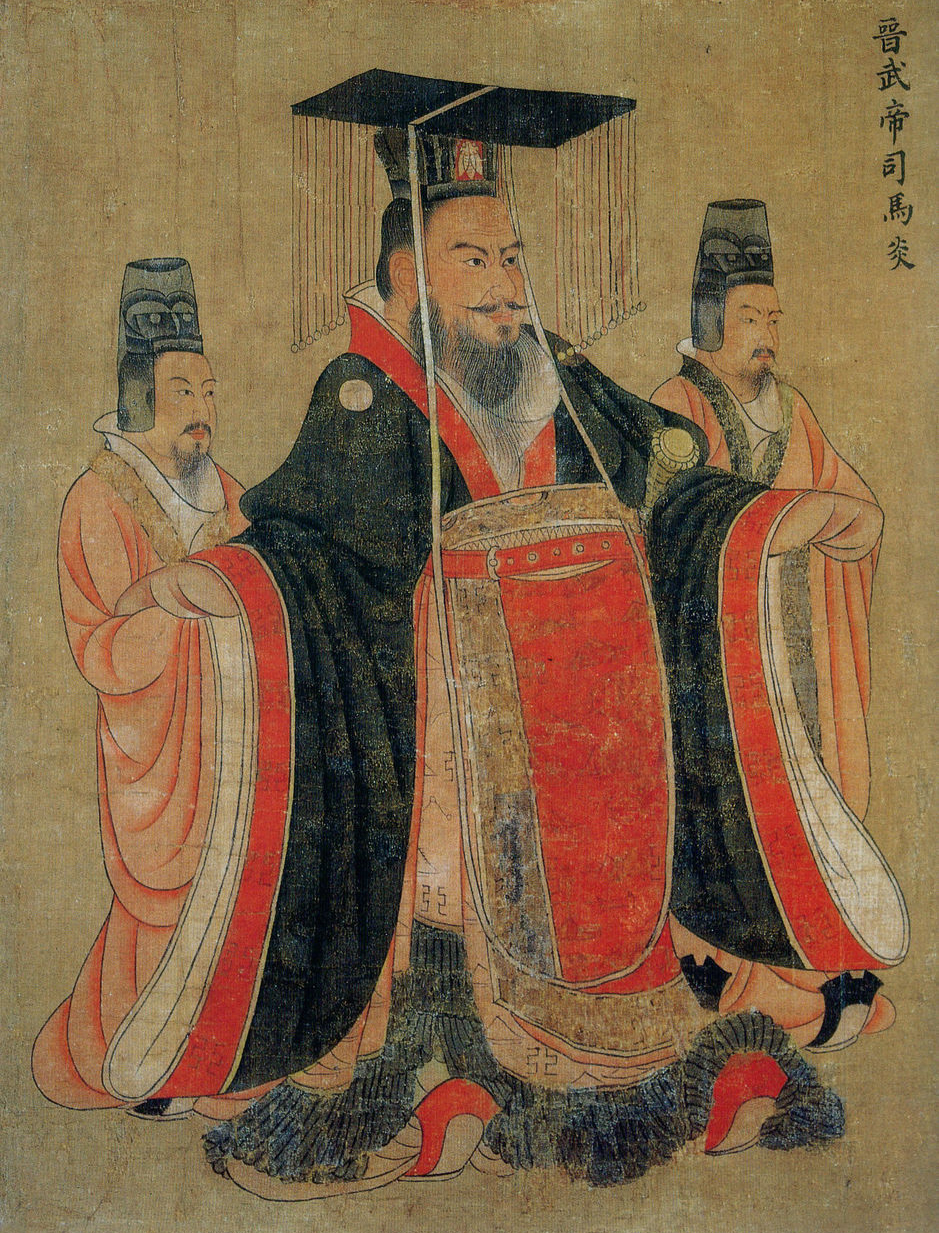
Sima Yan, premier empereur du Jin en 265, en destituant Cao Huan

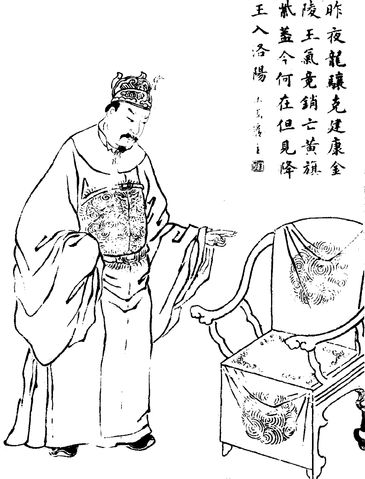
Sun Hao, quatrième empereur du Wu, représentation de la dynastie Qing

En comparaison, la situation du Wu n'est guère différente. La mort de Sun Quan en 252, laissa le royaume dans le prisme des conflits dynastiques. L'arrivée au pouvoir de Sun Xiu en 258 sembla stabiliser la situation. Mais sa mort en 264, changea la donne et des officiels dont Puyang Xing ou « le général de l'armée gauche » Zhang Bu, choisirent Sun Hao, fils de Sun He, petit fils de Sun Quan au détriment de Sun Wan, fils de Sun Xiu trop jeune ou encore Sun Feng, descendant de Sun Ce qui pour certains méritait le trône. Sun Hao, malgré un bon début de règne se montra rapidement cruel et tyrannique, n'écoutant que rarement ses officiels ou généraux, comme Lu Kang, le fils de Lu Xun qui voyaient la menace d'un invasion se profiler. Son règne provoqua de multiples révoltes et défections. À cause de cela, le gouvernement impérial du Wu perdit son soutien populaire. Beaucoup de généraux stationnés sur les frontières préfèrent passer à l'ennemi et le moral des soldats n'est pas très élevé.

## Prélude et préparation dans les deux camps
Pour stabiliser la conquête récente du Shu et montrer de la bienveillance envers le peuple du Wu et leur permettre de se rendre en Jin, Liu Chan, ex-empereur du Shu, fut élevé au titre de « Duc de Anle », ainsi que des titres de marquis à des anciens sujets du Shu, furent distribués. Dans le même temps, le Jin envoya des ambassadeurs pour cesser les hostilités entre les deux États, dans le but de gagner du temps. Temps nécessaire à des préparations, notamment navales, pour le Jin.

### Préparation du Jin
Les préparatifs du Jin commencèrent dès 269 avec l'affectation d'officiers et la sélection de villes ou commanderies pour entretenir les troupes et la marine, et pour le lancement de la campagne :
- Le Secrétaire impérial, Yang Hu, est promu au rang de Vice-Roi de la Province de Jing et est stationné à Xianyang.
- Le Major Général « qui conquit l'Est », Wei Guan, est promu Vice-Roi de la province de Qing et est stationné à Lingzi (臨菑 ; Nord-Est de nos jours, Shangdong).
- Le Prince de Langye, et « Major Général qui stabilise l'Est », Sima Zhou, relatif impérial, est promu Vice-Roi de la province de Xu et est stationné à Xiapi (下邳 ; Nord-Ouest actuel, comté de Suining, Jiangsu).
- Sur la recommandation de Yang Hu, l'Empereur Wu de Jin (Sima Yan) promeut Wang Jun (206-285)[6] au titre de Vice-Roi de la province de Xu (益州 ; recouvrant le bassin du Sichuan) en 272. Plus tard, sur le conseil de Du Yu, Sima Yan le promeut à nouveau au rang de « Général du Dragon s'élevant ». Il a pour tâche de construire un puissante marine pour rivaliser avec la marine du Wu, et pour sa conquête. Cet ambitieux général qui vient d'entrer dans sa soixante-dixième année, est assoiffé de renommée et de gloire[7]. Il pétitionna même l'Empereur selon le Roman des Trois Royaumes :

« Sun Hao se vautre dans le vice nous devrions attaquer de suite. S'il venait à mourir et qu'un bon gouvernant venait à lui succéder, nous aurions une sérieuse opposition. Les navires que j'ai construits depuis sept ans, gisent et pourrissent, nous devons les utiliser. J'ai 70 ans et je dois bientôt mourir. Si aucun de ces événements n'arrive, la mort de Sun Hao, la destruction de ces navires ou ma mort - alors le succès sera obtenu sans difficulté. Je prie Votre Majesté de ne pas manquer cette opportunité ».
Si le Wu pouvait compter sur une flotte et des marins aguerris, le Jin manquait d'expérience dans la guerre navale. Pour surmonter ce handicap, Jun fit construire de larges navires excédant 170 m et pouvant accueillir 2000 soldats à bord. Wang Jun mit sept ans pour construire cette flotte et passa le temps restant à entrainer les soldats et les marins.
En octobre 276, les préparatifs sont complétés et Yang Hu, qui considéra que le moment était propice, Lu Kang venant de mourir en 274, sollicita l'Empereur pour une attaque :
« Maintenant les difficultés géographiques des terres du Sud [Wu] ne sont pas celles des terres de rivières [Shu], la férocité et les excès de Sun Hao excédent en tous points ceux de Liu Chan; la misère du peuple du Wu excède celle des habitants du Shu. Nos armées sont plus puissantes qu'elles ne l'ont été, et si nous manquons cette opportunité de réunir la terre entière sous un seul gouvernement et que nous continuons à gâcher nos armées dans une continuelle observation, le monde gémira sous le poids du militarisme, et nous subirons un déclin que nous devrons endurer ».
Mais le projet avorta du fait de l'opposition de Jia Chong, ainsi que par les révoltes dans le nord du Jin, notamment des Xianbei. En juillet 277, de nouvelles assignations furent données pour la préparation :
- « Le Général qui établit la Puissance » Wang Hun (王渾) affecté aux affaires militaire de la province de Yang.
- « Le Major Général qui Stabilise le Sud » Sima Liang affecté aux affaires militaires de la Province de Yu.
- « Le Général de la Gauche » Hu Fen (胡奮) affecté aux affaires militaires des cotes nord du fleuve Yangzi Jiang.

À la mort de Yang Hu en novembre 278, ce dernier eu pétitionné Du Yu, qui lui succéda et acquit le titre de « Major Général Qui Conquit le Sud », avec la charge des affaires militaires de la province de Jing.

### Préparatifs du Wu
Les préparations du Wu furent minces en comparaison de celles du Jin, et ce malgré des avertissements. Sun Hao n'entreprit rien malgré des pièces de bois aperçues dans le fleuve et envoyées à la cour par l'administrateur de Jianping (建平, comté de Zigui actuel, Hubei) Wu Wan (吾彥). Lu Kang demanda également des mesures de défense, mais ses requêtes furent ignorées par Sun Hao qui se contenta à sa mort en 274 de diviser son commandement entre tous ses fils :
- Son fils ainé, Lu Yan (陸晏) est promu au rang de Commandant en chef des forces terrestres.
- Son deuxième fils, Lu Jing, grand amiral et commandant des forces navales.
- Son troisième fils Lu Xuan (陸玄), second officier du commandant des forces terrestres.
- Son quatrième fils Lu Ji second officier du commandant des forces navales.
- Son cinquième fils Lu Yun (陸雲), commandant d'une garnison locale.

Cela fragilisa la chaine de commandement et trois des fils de Lu Kang furent tués durant cette invasion.

## Planification et stratégies

### Stratégie du Jin
En 279, Wang Jun pensait qu'il était temps de lancer une attaque décisive sur le Wu. Il pétitionna mais reçut des échos défavorables de la part des conseillers de la cour impériale, excepté du « Général Qui Conquit le Sud », Du Yu, et du Secrétaire Impérial Zhang Hua qui allèrent dans le sens de Wang Jun. Ces deux protagonistes tentèrent de convaincre Sima Yan qui lui aussi se rangea dans ce sens. La stratégie établie sous Yang Hu devait déployer 200 000 des 500 000 soldats mobilisables pour cette campagne, et une marine quasiment égale voire plus forte que celle du Wu.
L'armée du Jin ne part pas avec les meilleures augures. En effet, elle doit affronter l'armée entière du Wu massée sur la frontière naturelle qu'est le Yangtse. L'armée du Wu peut mobiliser jusqu'à 250 000 hommes et 5 000 navires de guerre. Mais le moral de l'armée du Jin est supérieur à cette dernière. De plus, cette armée s'étend sur toute la frontière, dans les provinces de Jing, Yang, et Xu. Le Jin peut donc concentrer ses forces en une attaque, faire une percée et couper les lignes de ravitaillement de ces armées. Wang Hun (王渾) et Sima You ont été chargés d'étendre la principale force du Wu, empêchant tous renforts depuis l'amont du Yangtse, en menaçant également Jianye, la capitale impériale du Wu (Nanjing actuelle, Jiangsu). Wang Rong, Hu Fen (胡奮) et Du Yu sont chargés de prendre toutes les places fortes du Wu localisées à l'ouest de Xiakou (夏口; actuel district de Wuchang, Hubei) et de se coordonner avec la principale armée forte de 70 000 soldats menés par Wang Jun. Les forces attaquantes doivent se rejoindre et pousser leur avance plus à l'est autour du Yangtse et la prise de Jian Ye est de la responsabilité de Wang Hun, Sima You et Wang Jun. Pour mieux coordonner l'attaque, Sima Yan ordonna que Wang Jun soit sous les ordres de Du Yu après avoir atteint Jianping, et après Jianye sous les ordres de Wang Hun.

### Stratégie du Wu
Considérant que le Jin est incapable de prendre le Wu, en raison de la barrière naturelle qu'est le Yangtse, presque rien n'a été fait dans ce sens pour préparer une éventuelle invasion. Le Wu se contenta de déployer des alènes ou poinçons en fer liés ensemble par des chaines de fer dans les Trois Gorges pour prévenir et éviter les navires de passer dans cette zone, mais sans déploiement de troupes pour protéger la région, Sun Hao et ses conseillers considérant cette manœuvre déjà comme inutile.

## La campagne

### Batailles en amont, sur le Yangtse et invasion de la province de Jing par les forces du Jin

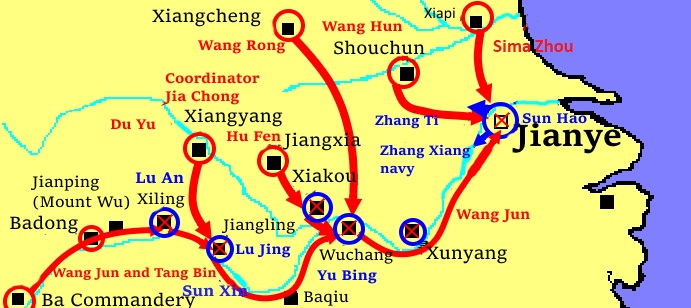
Une carte montrant la Conquête du Wu

La marine de Wang Jun commença l'attaque en aval du Yantse en décembre 279 après avoir été rejoint par son lieutenant Tang Bin (唐彬) à la tête de la commanderie de Badong (巴東 ; actuel comté de Fengjie, Chongqing). Un mois plus tard, en janvier 280, Du Yu commença son attaque terrestre depuis Xianyang vers Jiangling et envoya trois de ses conseillers Fan Xian (樊顯), Yin Lin (尹林), Deng Gui (鄧圭) ainsi que l'administrateur de Xinyang, Zhou Qi (周奇), en soutien à l'attaque à l'ouest sur Yangtse de Wang Jun, ce dernier attaquant les places fortes à l'est et l'ouest. La flotte du Jin sous le commandement de Wang Jun prirent Danyang et atteignirent la Gorge de Xiling, rencontrèrent les obstacles placés par le Wu, et les évitèrent. En effet, Wang Jun ayant capturé des agents et fait des prisonniers, et, se basant sur les informations qu'il a obtenu, les évita. De plus il obtint les systèmes détaillés de défenses du Wu, notamment les emplacements les plus vulnérables et les moins défendus.

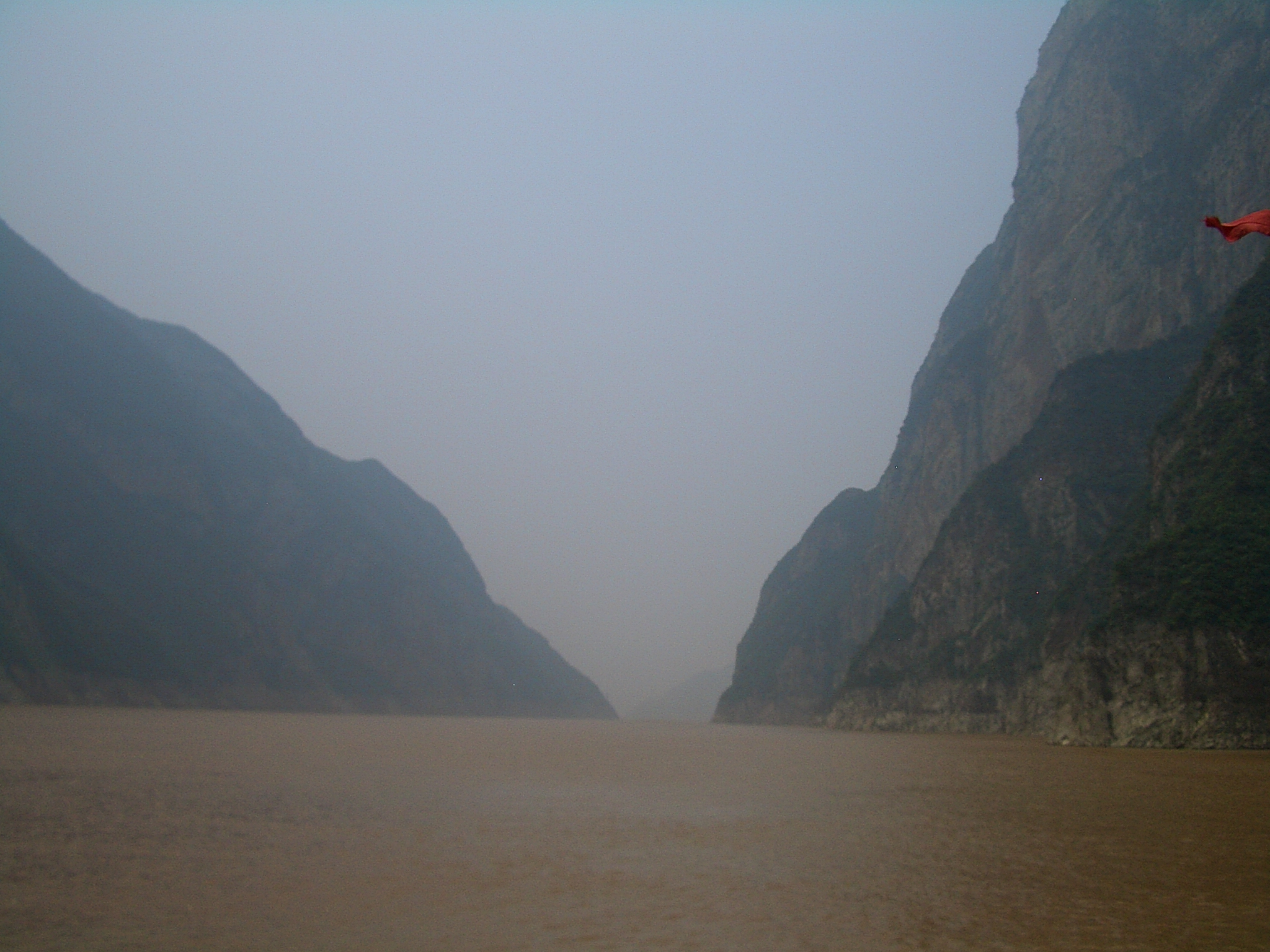
Vue de la gorge de Xiling.

La marine du Jin déploya des douzaines de radeaux sur lesquels se trouvaient des mannequins imbibés d'huile, dont des mèches sont allumées. Une fois lancés, ces radeaux viennent se bloquer sur les alènes, et la chaleur fait fondre les chaines de fer permettant, après plusieurs heures, le passage des navires sans obstacle ni dommage.
Le 3 février 280, les armées du Jin prennent Xiling (西陵 ; actuel Nord Ouest de Yichang, Hubei) et deux jours plus tard, Jingmen et Yidao (夷道 ; actuel Yidu, Hubei) tombèrent également sous le contrôle du Jin. Tous les commandants importants du Wu, notamment Liu Xan (留憲), Cheng Ju (成據), Yu Zhong, et Lu Yan furent capturés et exécutés. La flotte victorieuse continua son offensive contre Lexiang (樂鄉 ; Nord Est actuel Songzi, Hubei) battant les forces locales qui tentaient une sortie hors des murs de la ville, dans le but de stopper l'assaut du Jin.
Au même moment, Du Yu envoya son subordonné Zhou Zhi pour traverser le Yangtse avec à sa tête 800 cavaliers, de nuit, pour planter de nombreux étendards sur le Mont Ba (巴山 ; Sud Ouest actuel Songzi, Hubei). Cette stratégie permet de semer la confusion chez l'adversaire, celui-ci croyant aux vues du nombre d’étendards, à une force numérique importante, tandis que des embuscades sont mises en place à Lexiang. Sun Xin, commandant local de Lexiang, défait plus tôt, se replia sur cette dernière et fut capturé par Zhou Zhi. Ce dernier s'était faufilé dans la ville avec ses soldats. Lu Jing, commandant des forces navales périt également, ce dernier en soutien de Sun Xin. Du Yu conquit Jiang Ling, porte de la province de Jing et fit exécuter le commandant local Wu Wan (伍延).

### Réorganisation de l'armée du Jin et offensive en direction de Jianye
À partir du 28 février 280, l'Empereur Wu de Jin renforça l'armée principale commandée par Wang Jun en redéployant des troupes sous d'autres commandements :
- Du Yu attaqua en province de Jing pour prendre LingLing (零陵 ; actuel Yongzhou, Hunan) Guiyang (桂陽 ; actuel comté de Chen 郴縣, Hunan), et Hengyang (衡陽 ; à l'ouest de l'actuel Xiangtan, Hunan), 10 000 de ses troupes sous son commandement sont réassignées à celles de Wang Jun, et 7 000 autres, réassignées au lieutenant de Wang Jun, Tang Bin (唐彬).
- Hu Fen (胡奮) doit prendre Xiakou (夏口 ; actuel District de Wuchang, Hubei) avec Wang Jun, après que la ville fut tombée, 7 000 soldats de Hu Fen sont réassignés à Wang Jun.
- Wang Rong doit joindre ses forces à celles de Wang Jun pour prendre Wuchang (武昌 ; actuel Ezhou, Hubei) et après la prise de cette ville, 6 000 soldats sont réassignées à Tang Bin (唐彬).
- Après la prise de Baqiu (巴丘 ; actuel Yueyang, Hunan), Wang Jun doit joindre ses forces avec celles des autres commandants pour prendre les villes mentionnées plus haut, et continuer vers la capitale impériale du Wu, Jianye.

Wang Jun, suivant les ordres de Sima Yan, continua son offensive et le général du Wu, Meng Tai (孟泰) gardant Qichun et Zhu (邾 ; actuel Huanggang, Hubei) se rendit avec ses forces. S'avançant toujours, et ce avec peu de résistance, Luo Shang (羅尚) et Liu Qiao (劉喬) se joignirent à Wang Jun. Ensemble, ils commencèrent l'assaut de Wuchang. Liu Lang (劉朗), son administrateur se rendit, ayant perdu sa volonté de résister. Toutes les commanderies sur l'amont du Yangste, à l’exception de Jianping, défendue inlassablement par son administrateur Wu Yan (吾彦), tombèrent dans l'escarcelle du Jin.
Le « grand commandant » Jia Chong, commandant en chef de la campagne, hostile à cette dernière en premier lieu, suggéra à l’Empereur une conclusion rapide du conflit, craignant un épuisement rapide des ressources du Jin et des épidémies que les soldats pouvaient contracter dans le sud. Cependant, la campagne se déroulait bien plus vite que ce que Jia Chong avait prévu.

### Batailles en aval du Yangtse et tentative de contre-offensive du Wu
En aval du Yangtse à partir de janvier 280, Wang Hun (王渾) conquit les territoires de Xunyang (尋陽 ; sud ouest de l'actuel comté de Huangmei, Hubei), Gaowang (高望; sud ouest de l'actuel comté de Pu 浦縣), et Laixiang (賴鄉), capturant le général du Wu, Zhou Xing (周興). Sima Zhou prit Tuzhong (涂中), et dispatcha son subordonné Liu Hong (劉弘) pour consolider les défenses du territoire récemment acquis et sécuriser la côte nord du Yangtse. Entretemps, Sima Zhou envoya Wang Heng (王恆) franchir le fleuve pour continuer à harceler le Wu. Ses armées capturèrent le général Cai Ji (蔡機) et tuèrent de nombreuses troupes du Wu. Surpris par les nouvelles de cette attaque, Sun Hao ordonna à Zhang Ti (張翰), premier ministre du Wu, Zhuge Jing (諸葛靓, fils de Zhuge Dan) Shen Ying (沈瑩) et Sun Zhen (孫震) de mener 30 000 troupes d'élite pour engager le combat avec l'ennemi. Zhang Ti constatant que la seule chance du Wu pour stopper l'invasion, ainsi que la baisse de moral des troupes, était de repousser l'avance de l'ennemi, en lui infligeant une défaite significative forçant un repli, ou de le contenir pour que les forces disponibles du Wu puissent converger en amont du Yangtse et fortifier leur position.
En Mars 280, Zhang Ti menant ses forces, traversa le Yangtse et assiégea Zhang Qiao (張喬), subordonné de Wang Hun. Zhang Qiao en infériorité numérique se rendit et Zhuge Jing suspectant une manœuvre détournée et un piège, demanda son exécution. Zhang Ti refusa et accepta la reddition de Zhang Qiao, mais garda ce dernier auprès de lui, évitant que celui-ci ne s'échappe. L'armée du Wu continua à regagner du terrain, et rencontra les armées Zhang Han (張翰) et Zhou Jun (周濬). Shen Ying qui mena personnellement, 5 000 troupes d'assaut depuis Danyang chargea trois fois dans la formation de l'armée Jin, mais fut vaincu et subit de lourdes pertes. La défaite des troupes d'élite du Wu porta atteinte au moral du reste de l'armée du Wu et, au vu de la situation favorisa une retraite désorganisée. Saisissant cette opportunité, les généraux Jin, Xue Sheng (薛勝) et Jiang Ban (蔣班) en profitèrent pour lancer une contre-attaque surprise, tuant plus de 5 800 soldats au passage. Le reste de l'armée Wu fuyant le champ de bataille, Zhang Qiao changea de camp et attaqua les troupes du Wu en déroute, depuis la direction opposée, de Banqiao (版橋), infligeant 2 000 morts de plus au Wu. Les généraux Zhang Ti, Shen Ying et Sun Zhen furent tués dans cette dernière tentative. Zhuge Jing fut le seul à en réchapper et à rejoindre la capitale. Wang Hun fut pressé par ses subordonnés de pousser son attaque sur Jianye, ce dernier s'y refusant, arguant qu'il exécutait les ordres de l’Empereur, sécuriser les côtes nord et attendre Wang Jun. Cette prudence lui couta la gloire de la campagne, la prise de la capitale du Wu.
Wang Jun durant ce temps avait atteint Niuzhu (牛渚), le 14 mars 280, après avoir quitté Wuchang. Sun Hao ordonna à Zhang Xiang (張象) de mener une puissante marine pour engager l'ennemi mais, à cause du moral bas des troupes, celles-ci se rendirent à Zhang Xiang lui-même. Wang Hun ordonna à Wang Jun de le rejoindre, mais ce dernier prétexta que sa flotte avait déjà dépassé le camp de Wang Hun, et que, dû au fort courant, il ne pouvait faire demi-tour. Il continua en direction de Jianye.
Wang Jun continuait d'avancer et arriva à Sanshan (三山), au sud est de Jianye. Le général Tao Jun (陶濬) organisa une force impressionnante pour tenter une dernière opposition, mais ses troupes désertèrent, durant le même soir. Tao Jun fut tué avec quelques soldats fidèles jusqu’au-boutistes. Sun Hao tenta d'effectuer un dernier tour sur les conseils de Xue Ying et Hu Chong (胡沖), rédigeant plusieurs missives de reddition et, qu'il fit envoyer au principaux généraux ennemis. Il espérait semer la discorde entre eux, opération aussi futile soit-elle.
Le 1er mai 280, Sun Hao sur l'avis de ses conseillers, se rendit et se présenta torse nu au camp de Wang Jun. Sun Hao édicta également son dernier décret impérial, actant la fin du Wu à son peuple et lui demandant de se préparer à servir une nouvelle dynastie. Il fut emmené à Luoyang marchant à pied à côté de son chariot impérial. C'est seulement en ayant entendu l'annonce de la réédition que l'administrateur Wu Yan (吾彥) se rendit, et ce, en ayant résisté à toutes les attaques du Jin, durant la campagne.

## Conséquences
La Chute de Jianye marque la fin du Royaume du Wu, la fin des Trois royaumes dont le Wu était la survivance et l'unification de la Chine sous un même empereur. Les généraux et officiers qui participèrent à cette campagne furent récompensés, dont Jia Chong, qui pourtant fut largement hostile à la campagne. Wang Hun fut furieux, sa gloire avait été spoliée par Wang Jun qui avait pris Jianye et reçut la reddition de Sun Hao. Wang Hun se plaignit à la cour que Wang Jun avait désobéi à ses ordres et, par son influence, fut honoré. L’Empereur Wu, reconnaissant les mérites de Wang Jun, le récompensa également.
Par sa conquête, le Jin annexa un état de 2 300 000 habitants et de 32 000 officiels et restaure pour un temps, l'unité Impériale fracturée depuis la fin du IIe siècle de notre ère. L'armée du Jin put atteindre sans doute 700 000 soldats avec cette annexion. La Chine connut une période de relative prospérité économique, bénéficiant de l’arrêt des guerres et des systèmes économiques locaux des ex-Trois Royaumes. Sun Hao et ses descendants furent pourvus du titre de Marquis, et ce dernier mourut peu de temps après la conquête en 283. Désormais le pouvoir était à nouveau concentré à Luoyang. Mais le Sud allait être amené à jouer à nouveau un rôle à l'effondrement des Jin Occidentaux (265-316) en 316, sous les invasions des Xiongnu, Xianbei menés par Liu Yuan entre autres, les Jin durent fuir le nord et s’installèrent à Jianye devenu Jiankang en 313, et en firent leur capitale impériale, devenant la base des Jin Orientaux (317-420).

## Ordre de bataille
Pour augmenter leur moral, certains des commandants du Jin reçurent de nouveaux titres, contrastant avec la défense et le moral du Wu.

### Armée du Jin
- Grand Vice Roi (大都督) Jia Chong
  - Général des Champions (冠軍將軍) Yang Ji (楊濟), acte en tant qu'adjoint de Jia Chong
  - Secrétaire Impérial des Finances (度支尚書) Zhang Hua, chargé du ravitaillement et de la logistique
    - Prince de Langya / Général Qui Stabilise l'Armée (瑯琊王 / 鎮軍將軍) Sima Zhou, doit attaquer Tuzhong (涂中) depuis Xiapi (下邳)
      - Chancelier de Langya (瑯琊相) Liu Hong (劉弘)
      - Chef des officiers (長史) Wang Heng (王恆)

    - Général Qui Pacifie l'Est (安東將軍) Wang Hun (王渾), doit attaquer Hezhou (和州) depuis Yangzhou, Province de Yang (揚州)
      - Général Qui Protège l'Armée (護軍將軍) Zhang Han (張翰)
      - Inspecteur de la Province de Yang (揚州刺史) Zhou Jun (周濬)
      - Xue Sheng (薛勝)
      - Jiang Ban (蔣班)

    - Major Général Qui Conquiert le Sud (征南大將軍) Du Yu, doit attaquer Jiangling (江陵) depuis Xiangyang (襄陽)
      - Conseiller Militaire (參軍) Fan Xian (樊顯)
      - Conseiller Militaire Yin Lin (尹林)
      - Conseiller Militaire Deng Gui (鄧圭)
      - Administrateur de Xiangyang (襄陽太守) Zhou Qi (周奇)
      - Général de l’étendard (牙門將軍) Zhou Zhi

    - Général Qui établit la Puissance (建威將軍) Wang Rong, doit attaquer Wuchang (武昌; actuel Ezhou, Hubei depuis Yuzhou, Province de Yu (豫州)
      - Conseiller militaire (參軍) Luo Shang (羅尚)
      - conseiller militaire Liu Qiao (劉喬)
      - Commandant de Chengyang (成陽都尉) Zhang Qiao (張喬)

    - Général Qui Annexe le Sud (平南將軍) Hu Fen (胡奮), doit attaquer Xiakou (夏口; actuel district de Wuchang, Hubei, depuis Jingzhou, Province de Jing (荊州)
    - Général du Dragon s’élevant (龍驤將軍) Wang Jun, doit attaquer d'amont depuis le Sichuan sur tout le Yangtze
      - Général de la vaste Martial (廣武將軍) Tang Bin (唐彬), défend Badong (巴東; actuel Fengjie County, Chongqing

### Armée du Wu

#### Avant février 280
- † Grand Vice Roi (大都督) Lu Yan (陸晏)
  - Lu Xuan (陸玄), Adjoint de Lu Yan
    - (P.O.W.) Général de la Puissance Militaire (武威將軍) Zhou Xing (周興)
    - (P.O.W.) Cai Ji (蔡機)
    - (P.O.W.) Superviseur de Danyang (丹楊監) Sheng Ji (盛紀)
    - † Général Qui Stabilise le Sud (鎮南將軍) Liu Xian (留憲)
    - † Général Qui Conquiers le Sud (征南將軍) Cheng Ju (成據)
    - † Administrateur de Yidu (宜都太守) Yu Zhong (虞忠)
    - Commandant de Lexiang (樂鄉督) Sun Xin (孫歆)
    - † Commandant de Jiangling (江陵督) Wu Yan (伍延)
    - Général de l’étendard (牙門將軍) Meng Tai (孟泰)
    - Administrateur de Wuchang (武昌太守) Liu Lang (劉朗)
- † Lu Jing, commandant des forces navales(水軍都督)
  - Lu Ji, Lieutenant du commandant des forces navales (水軍副督)

#### Après février 280
- † Chancelier (丞相) Zhang Ti
  - Conseiller militaire adjoint (副軍師) Zhuge Jing (諸葛靓)
  - † Administrateur de Danyang (丹陽太守) Shen Ying (沈瑩)
  - † Général Qui Protège l'Armée (護軍將軍) Sun Zhen (孫震)
- Général de la Force Guerrière (游擊將軍) Zhang Xiang (張象)
- † Commandant de Xuling (徐陵督) Tao Jun (陶濬)
- Administrateur de Jianping (建平太守) Wu Yan (吾彥)